# Pârâu-Cărbunări
Pârâu-Cărbunări – wieś w Rumunii, w okręgu Alba, w gminie Lupșa. W 2011 roku liczyła 23 mieszkańców.